# Suore degli Angeli (Konstancin-Jeziorna)
Le Suore degli Angeli (in polacco Zgromadzenie Sióstr od Aniołów; sigla C.S.A.) sono un istituto religioso femminile di diritto pontificio.

## Storia

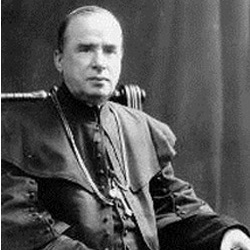
Wincenty Kluczyński, fondatore della congregazione

La congregazione fu fondata nel 1889 a Vilnius dal sacerdote Wincenty Kluczyński, futuro vescovo di Mohylew, per supplire ai sacerdoti ai quali le autorità zariste impedivano di esercitare il loro ministero.
L'istituto ricevette il pontificio decreto di lode il 22 agosto 1913 e le sue costituzioni ottennero l'approvazione definitiva il 24 marzo 1931.

## Attività e diffusione
Le suore si dedicano all'insegnamento del catechismo, alla manutenzione delle chiese e operano in case di ritiro e pensioni.
Oltre che in sono presenti in Bielorussia, Camerun, Lituania, Polonia, Repubblica Ceca, Repubblica Democratica del Congo, Ruanda, Russia e Ucraina; la sede generalizia è a Konstancin-Jeziorna.
Nel 2013 l'istituto contava 143 religiose in 34 case.